# Dia da Gastronomia Sustentável
O Dia da Gastronomia Sustentável é comemorado em 18 de junho desde 2017 e instituído em 2016 pela Assembleia Geral das Nações Unidas (AGNU).

## Proclamação
A proposta foi apresentada pela Representação Permanente do Peru junto às Nações Unidas pela Sociedade Peruana de Gastronomia. O Dia da Gastronomia Sustentável foi proclamado em 21 de dezembro de 2016, pela Assembleia Geral das Nações Unidas em colaboração com a Organização das Nações Unidas para a Educação, a Ciência e a Cultura (UNESCO) e a Organização das Nações Unidas para a Alimentação e a Agricultura (FAO). O objetivo é reconhecer a gastronomia como uma expressão cultural da diversidade natural e cultural do mundo, promovendo práticas culinárias que respeitem o meio ambiente e incentivem o uso sustentável dos recursos naturais.

## Celebração
Esse dia é comemorado anualmente em 18 de junho. A data foi escolhida para destacar a importância da gastronomia no desenvolvimento sustentável, especialmente no contexto da crise climática, da perda de biodiversidade e da poluição. A primeira celebração ocorreu em 2017, com atividades organizadas pela FAO e pela UNESCO, incluindo exposições culturais de alimentos, shows gastronômicos e a promoção de dietas verdes. Nos anos seguintes, as comemorações se concentraram em aumentar a conscientização pública sobre a importância da sustentabilidade na culinária, promovendo a energia limpa na preparação de alimentos e apoiando os agricultores locais.